# 京东高速动车组列车
京东高速动车组列车是中国铁路运行于首都北京市北京南站至浙江省金华市东阳市横店站间的高速动车组列车，途经北京市、天津市、河北省、山东省、江苏省、上海市、浙江省四省三市，现每天开行1对列车，由上海局集团上海客运段担当乘务。

## 历史
2021年6月25日，配合京沪高铁运行图重排，新增北京南～泰州G2573/2590次列车。
2025年1月5日，全国铁路运行图调整，本对列车延长至横店站始发终到。

## 使用列车
G2573次列车使用配属上海局集团上海虹桥动车运用所的CR400BF-AS，G2590次列车使用配属上海局集团上海虹桥动车运用所的CR400BF-B。